# Nyoma kyamburensis
Nyoma kyamburensis là một loài bọ cánh cứng trong họ Cerambycidae.